# Cordula Wöhler

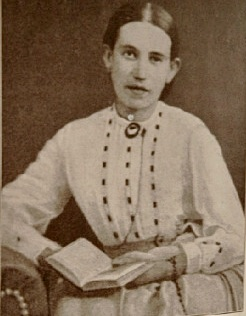
Cordula Wöhler, Foto um 1885

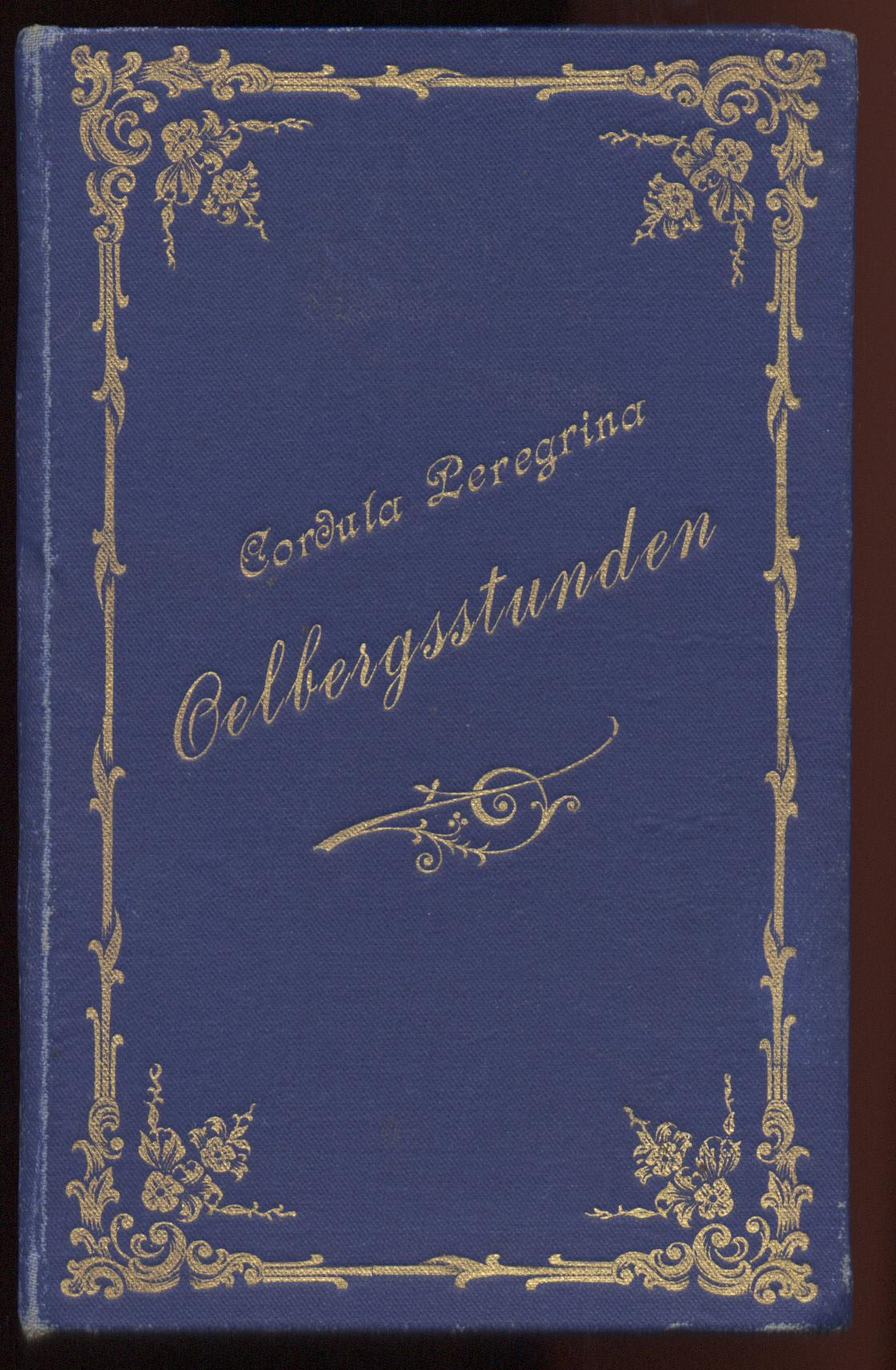
Bucheinband mit Pseudonym, 1897

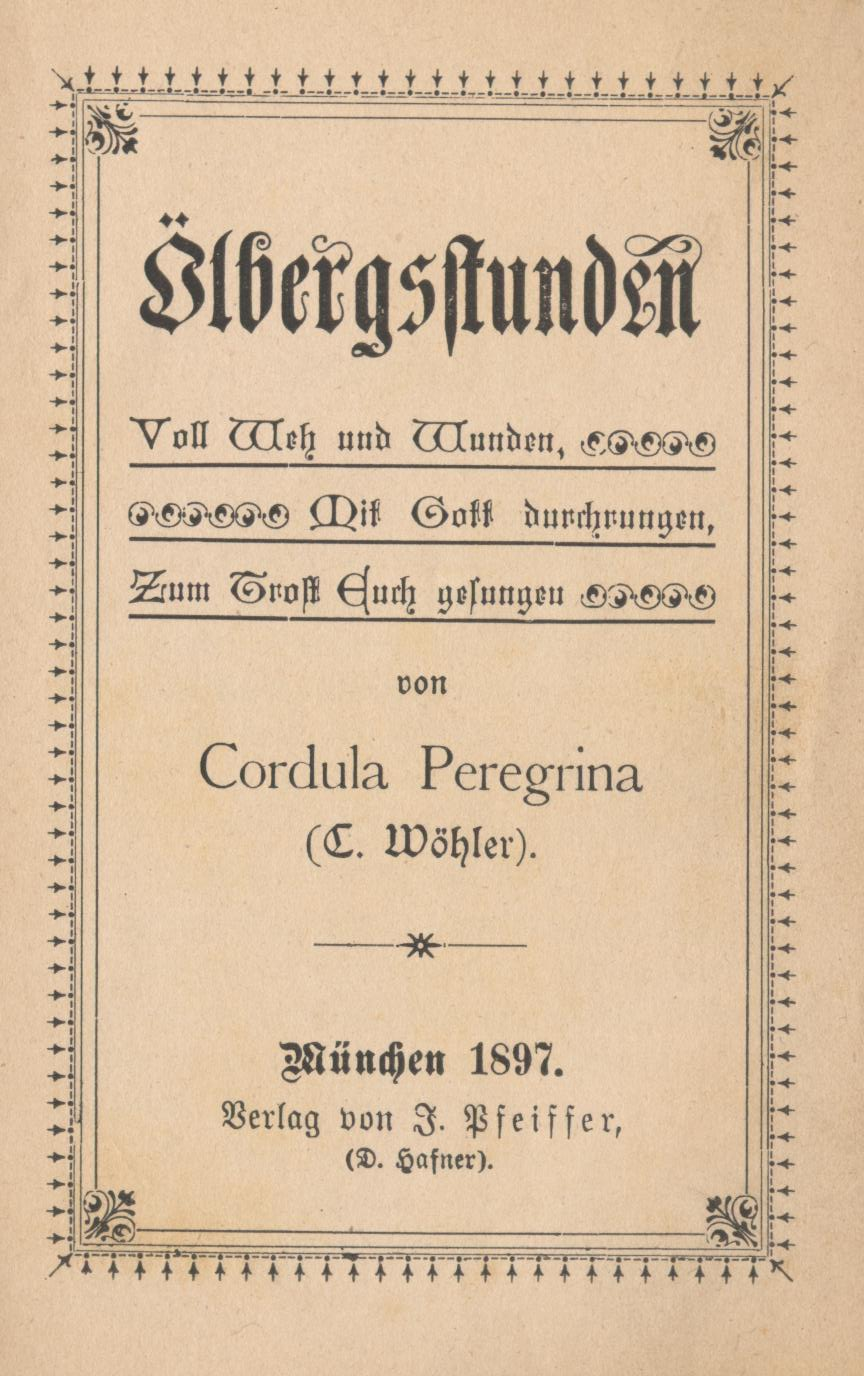
Buchtitelblatt mit Pseudonym und richtigem Namen

Cordula Wöhler, später Cordula Schmid, Pseudonym Cordula Peregrina (* 17. Juni 1845 in Malchin; † 6. Februar 1916 in Schwaz, Tirol), war eine religiöse Schriftstellerin und Dichterin. Aus der Zeit ihrer Konversion zum Katholizismus stammt der Text des im deutschen Sprachraum verbreiteten Kirchenliedes Segne du, Maria.

## Leben
Cordula Wöhler war die älteste Tochter des evangelisch-lutherischen Theologen (Johann) Wilhelm Wöhler (1814–1884), zur Zeit ihrer Geburt Schulrektor in der mecklenburgischen Landtagsstadt Malchin, später Pastor von Lichtenhagen bei Rostock, und dessen Frau Cordula, geborene Banck (1822–1900), Kaufmannstochter aus Stralsund.
Nachdem der Vater 1856 die Pfarrstelle in Lichtenhagen angetreten hatte, entdeckte Cordula in einem abgelegenen Winkel der Dorfkirche Lichtenhagen eine Pietà aus der Mitte des 14. Jahrhunderts. Sie war von dieser Skulptur so beeindruckt, dass sie auf der Basis dieser Begegnung eine Marienfrömmigkeit entwickelte. Später stand sie im Briefkontakt mit den katholischen geistlichen Schriftstellern Christoph von Schmid und Alban Stolz. Im August 1864 bereiste sie mit ihrer Familie Thüringen, Bayern, Tirol und die Schweiz. Hier erlebte das Mädchen erstmals selbst den katholischen Gottesdienst, der nach eigenem Bekunden wegen seiner Pracht und Sakralität „großen Eindruck“ auf sie machte. Sie trat daraufhin in einen langen Briefwechsel mit Professor Alban Stolz ein. Nach einem erneuten Urlaubsaufenthalt mit den Eltern 1868 in Süddeutschland entschloss sich die junge Frau zum katholischen Glauben zu konvertieren. Im März 1869 wurden die Eltern darauf aufmerksam und es kam zu heftigen Kontroversen mit ihnen. Mit 25 Jahren erklärte Cordula Wöhler 1870 ihre Großjährigkeit und teilte den Eltern den definitiven Entschluss zum Glaubenswechsel mit. Diese warfen sie daraufhin aus dem Haus, da sie als Katholikin nicht länger in einem evangelischen Pfarrhaus wohnen könne. Die Tochter kehrte nie wieder nach Mecklenburg zurück.
Unter dem Eindruck dieser tragischen persönlichen Ereignisse verfasste Cordula Wöhler damals eine Gebetshymne an Maria, zu der sie vertrauensvoll ihre Zuflucht nahm. So entstand am 31. Mai 1870 ihr berühmtestes Gedicht Segne du, Maria, das Karl Kindsmüller (1876–1955), ein niederbayerischer Lehrer, Kirchenmusiker und Komponist zahlreicher geistlicher Lieder, später vertonte. Eine andere Melodie, die Josef Poll (1873–1955) im katholischen Mädchenliederbuch (Regensburg 1919) vorgeschlagen hatte, konnte sich nicht durchsetzen.
Heute zählt das Lied zu den volkstümlichsten Marienliedern im deutschen Sprachraum, vor allem in Bayern, Österreich und Tirol; dort ist es zum Gemeingut geworden und kann von den meisten Gläubigen auswendig gesungen werden. Vor 1975 war es in fast allen süddeutschen Diözesangesangbüchern enthalten und wurde auch in diverse Regionalteile des seither eingeführten katholischen Einheitsgesangbuches Gotteslob übernommen (zum Beispiel im Bistum Würzburg und Speyer). Die ungebrochene Begeisterung vieler Gläubigen sorgte jedoch dafür, dass es fast 40 Jahre nach dem Verschwinden aus vielen Gesangbüchern in der Neuausgabe des Gotteslobs im Jahr 2013 wieder vertreten ist.
Am 10. Juli 1870 trat Cordula Wöhler in Freiburg im Breisgau in die katholische Kirche ein. Das Glaubensbekenntnis legte sie vor dem Erzbistumsverweser und Weihbischof Lothar von Kübel ab. Drei Tage später wurde sie gefirmt und am 16. Juli empfing sie erstmals die heilige Kommunion.
Ab März 1871 lebte die Konvertitin in Tirol. Lukas Tolpeit, der Pfarrkurat von Eben am Achensee, hatte ihr eine Stelle im dortigen Pfarr-Widum angeboten. Nebenher schrieb sie Gedichte und verfasste religiöse Schriften. Dann zog sie nach Schwaz und arbeitete in einer Konditorei, wo sie jedoch nur etwa 5 Monate blieb. Danach kam sie bei einem jungen Paar auf dem Freundsberg bei Schwaz unter. Hier überarbeitete sie ihr später weit verbreitetes Buch Was das Ewige Licht erzählt. Gedichte über das allerheiligste Altarsakrament, das in 25 Auflagen erschien und sie recht bekannt machte. Andere Publikationen folgten, sowohl in Prosa als auch Werke religiöser Lyrik. Teilweise erschienen sie unter dem Pseudonym „Cordula Peregrina“. In dieser Zeit war der Franziskanerpater Arsenius Niedrist ihr Seelenführer.
Eine Lebenszäsur trat 1876 ein. Josef Anton Schmid aus Oberstaufen im Allgäu wandte sich an die Dichterin und bat sie um ein „frommes Gedicht“ für eine Gedenktafel, die er dem im Rufe der Heiligkeit stehenden Jesuiten Pater Jakob Rem an seinem Geburtshaus in Bregenz widmen wollte. Zwischen Josef Anton Schmid und Cordula Wöhler entstand ein intensiver Briefwechsel, der auf Grund ihrer beider Seelenverwandtschaft in eine Verlobung mündete, noch ehe sie sich persönlich kannten. Das Paar heiratete schließlich in Riezlern im Kleinwalsertal und zog nach Bregenz. Cordula Wöhler hieß nun amtlich Cordula Schmid, blieb aber unter ihrem Geburtsnamen allgemein bekannt. 1881 übersiedelte das Ehepaar nach Schwaz, wo es ein Haus in der Innsbrucker Straße erwarb und später zwei Waisenkinder adoptierte.
Hier lebte und wirkte Cordula Wöhler weiter als religiöse Dichterin bzw. Schriftstellerin und zusammen mit ihrem Mann als Aktivistin in der katholischen Pfarrgemeinde. Sie starb dort am 6. Februar 1916; ihr Mann folgte ihr schon am 25. Mai des gleichen Jahres nach. Beide liegen an der Südwand der Pfarrkirche von Schwaz begraben. Laut ihrem Epitaph war sie Inhaberin des päpstlichen Ehrenkreuzes Pro Ecclesia et Pontifice.
Das Verhältnis zur Familie hatte sich nach und nach verbessert. Schließlich stand sie mit den Eltern und ihrer Schwester wieder in brieflichem Kontakt und wurde auch gelegentlich von ihnen in Schwaz besucht. In ihrer norddeutschen Heimat ist Cordula Wöhler jedoch nie mehr gewesen.